# И Нак-йон
И Нак-йон (на корейски: 이낙연) е южнокорейски политик и бивш министър-председател на Южна Корея от 31 май 2017 г.  до 14 януари 2020 г.

## Биография
Роден е на 5 декември 1951 г. в Йонгван, Южна Корея. Преди той е бил губернатор на провинция Йеоланлам. Преди да заема длъжността губернатор, той работи като журналист за Донг-а Илбо и служи като член на Народното събрание за четири мандата. След като завършва Сеулския национален университет със степен по право, той работи като журналист за всекидневника Донг-а Илбо до 2000 г.
Той влиза в политиката през 2000 г., основавайки се на връзките му с бившия президент Ким Де Чун. След заминаването си от Донг-а Илбо, той е избран за член на Народното събрание през 2000 г. и е подчинен на четири мандата. Той също така е служил като говорител на бившия президент Рох Муо-хиун, когато е избран през 2002 година.
Той напуска офис в средата на четвъртия си мандат през 2014 г., за да успее да кандидатства за губернатор на провинция Южен Йеола.